# Sultanat de Malwa
El sultanat de Malwa fou un estat musulmà que va existir a la regió de Malwa a l'Índia entre 1390 i 1562 quan fou annexionat per l'Imperi Mogol sota l'emperador Akbar el Gran.
La dinastia gúrida la va fundar Hasan Ghuri, amb el nom de Dilwar Khan, nomenat vers 1390 governador tughlúquida de Malwa amb seu a Dhar, i independent de facto el 1393, però que va romandre lleial fins i tot després de l'expedició de Tamerlà el 1398, i no es va proclamar independent fins al 1401. El va succeir el seu fill Alp Khan amb el nom d'Huixang Xah el 1405. Hushang va engrandir l'estat entre Kalpi al nord i Kherla al sud i va fundar Huixangabad. El va succeir el seu fill Ghazni Khan amb el nom de Muhàmmad Xah (1432-1436) que va exterminar al col·laterals de la família i es va alienar la noblesa i fou enverinat no més tard del 1436. El fill Masud Khan va ser proclamat sultà al seu lloc per pocs dies però finalment el ministre Mahmud Khan, després d'oferir la corona al seu pare Malik Mughith que la va refusar, es va proclamar sultà i va fundar la dinastia khalji de Malwa, acabant així la dinastia gúrida.

## Llista de sultans

### Dinastia gúrida de Malwa
- Dilawar Khan Hasan 1390-1405
- Alp Khan Huixang Xah 1405-1435
- Ghazni Khan Muhàmmad Xah (Muhàmmad Xah Guri) 1435-1436
- Masud Khan Ghuri 1436

### Dinastia Khalji de Malwa
- Mahmud Xah I Khalji 1436-1469
- Ghiyath Xah Khalji 1469-1500
- Nasr Xah Khalji 1500-1511
- Mahmud Xah II Khalji 1511-1512
- Muhàmmad Xah II Sahib Khan 1512
- Mahmud Xah II Khalji 1512-1531 (segona vegada)
- A Gujarat 1531-1535
- Kadir Xah Khalji 1535-1542
- Dinastia Suri de Delhi 1542-1555
- Xajaat Khan Khalji 1555
- Miyan Bayezid Baz Bahadur Khalji 1555-1562
- a l'Imperi Mogol 1562